# Tämäkohtu
Tämäkohtu är en sjö i kommunen Lojo i landskapet Nyland i Finland. Sjön ligger 115,1 meter över havet. Den är 20,5 meter djup. Arean är 1,38 kvadratkilometer och strandlinjen är 12,25 kilometer lång. Sjön  ingår i Karisåns huvudavrinningsområde.   Den ligger omkring 64 km nordväst om Helsingfors. 
I sjön finns ön Isosaari.Tämäkohtu ligger söder om Kolmperse och Vähävesi. 